# 拉泰尔扎
拉泰尔扎（義大利語：Laterza），是意大利塔兰托省的一个市镇。总面积159平方公里，人口15203人，人口密度95.6人/平方公里（2009年）。ISTAT代码为073009。